# 社会的厚生関数
厚生経済学における、社会的厚生関数は、社会の状態の組み合わせ可能な一対に対して無差別であるか、もしくは望ましくないか、望ましいかのような、（社会の代替的で完全な記述の）社会の状態を評価する関数である。その関数の入力は社会の経済的な厚生に影響するどんな変数も考慮されて含まれる。入力としての社会における人の厚生の尺度の採用において、社会的厚生関数はその形では方法論的個人主義である。社会的厚生関数の一つの使い方は代替的な社会の状態についてのような社会的選択（英: collective choice）の見込みのある型を数学的に表すことである。社会的厚生関数は最適な所得の分配を達成するための簡潔な指針を政府に与える。
社会的厚生関数の二つの主要な、異なった、しかし関係しあう型がある：
- バーグソン-サミュエルソンの社会的厚生関数は、個人の選好（英: individual preference）や厚生の順位の与えられた集合についての厚生を考える。
- アローの社会的厚生関数は、個人の選好や厚生の順位の可能性のある異なった集合を渡って厚生を考え、そしてうわべは関数を制約する合理的な諸公理を考える。[4]

## 基数的社会的厚生関数
基数的社会的厚生関数（英: cardinal social welfare function）は（基数的効用（英語: cardinal utility）としても知られる）個人の諸効用の数値的な表現を入力とし、その集計された厚生の数値的な表現を出力するものとしての関数である。その根底にある仮定は、諸個人の効用は共通の尺度におかれ、そして比較し得る事である。そのような計測の例は次のものになろう：
- 平均余命、
- 資本当たり所得。

この節のために、所得（英: income）は効用の計測値として採用される。
社会的厚生関数の形は社会の客体の言い表しを表現するよう意図する。
功利主義的もしくはベンサム的社会厚生関数は、個人の所得の合計または総和として社会的厚生を計測する：
{\displaystyle W=\sum _{i=1}^{n}Y_{i}}
ここに{\displaystyle W} は社会的厚生であり{\displaystyle Y_{i}} は社会での{\displaystyle n} 人の個人における個人{\displaystyle i} の所得である。

## バーグソン-サミュエルソンの社会的厚生関数
1938年の論文で、アブラム・バーグソン（英語: Abram Bergson）は社会的厚生関数（英: social welfare function）を導入した。その対象は、マーシャルならびにピグー、パレートならびにバーロン（英語: Barone）、およびラーナーを含む、先行する著者らによって説明された、「最大の経済的厚生の条件の導出」のために要求する判定の、その値を正確な形式で定めるようなものである。その関数は実数値で微分可能であり、一つの全体としての社会を記述するよう指定する。その関数の独立変数は、生産され消費される異なった商品と、異なった商品を生産するのに使われる、労働力を含む生産要素のものの数量を含む。
関数の値の最大値における必要な一般条件は次の通りである：
- 厚生の限界的な「ドル価値」は各々の個人と各々の商品にとって等しい。
- 労働の各々の「ドル価値」の限界的な「不厚生」（英: diswelfare）は各々の労働供給者の各々の生産される商品に等しい。
- 各々の単位毎の資源の限界的な「ドル」費用は各々の商品についての限界価格生産力に等しい。

その仮説化はまったく価格判定を隠し、その点において純粋に主観的なものかもしれない、人（ひと）相互に比較しうる 基数効用（英語: cardinal utility）なしに済ますにもかかわらずに経済的効率の標準を厚生経済学がどうやって記述しうるかをバーグソンは示した。

## アローの社会的厚生関数（構成組織）
ケネス・アロー（1963）は分析を一般化した。初期の専門分野に沿って、構成組織(英: constitution)とも呼ばれる、社会的厚生関数の彼の版は、社会的に順序付けるよう社会での各人に対して（序数的効用関数の）個人的な順序付け（英: ordering）のひとつの集合を写像する。その社会的な順序付けは（その他のことすべては等しくなる（英語: ceteris paribus）、実施する法則を通るかそうでないかを述べる）代替的な社会的状態の順位付け（英: ranking）についての規則である。実数値の順序付けは標準的な無差別曲線写像のように単に完備で推移的である。アローは順序付けに用いられる実数値の（そしてしたがって基数的）であるところの社会的順序づけの要請が落ちることによって行動的な意義が失われるものはなにもないことを見出した。初期の分析は,それが何であれ、個人的な順序付けの任意の集合をひとつの社会的な順序付けに写像した。この社会的順序付けは生産可能性フロンティアに関する経済的な環境条件からもっとも順位の高い可能性のある代替的なものから選ばれる。アローは個人的な順序付けの異なった集合の、とり得る異なった社会的順序付けへの写像を検証するよう提示した。そこでは、課せられる（それらに不変）というよりもむしろ、社会的順序付けは個人的順序付けの集合に依存するだろう。驚くほど（アダム・スミスとジェレミ・ベンサムからの理論の方向に関係して）、アローはアローの不可能性定理を証明した。それは「明白に合理的な」条件の一定の組み合わせを満足する社会的厚生関数をとることが不可能であることを述べる。